# Chad en los Juegos Olímpicos de Pekín 2008
Chad estuvo representado en los Juegos Olímpicos de Pekín 2008 por dos deportistas, un hombre y una mujer, que compitieron en atletismo.
La portadora de la bandera en la ceremonia de apertura fue la atleta Hinikissia Albertine Ndikert. El equipo olímpico chadiano no obtuvo ninguna medalla en estos Juegos.